# Andrew S. Tanenbaum
Andrew Stuart „Andy” Tanenbaum (New York, 1944. március 16. –) az amszterdami Vrije Universiteiton informatika professzora. Leginkább a MINIX nevű, szabad Unix-szerű operációs rendszer alkotójaként és számos informatikai könyv szerzőjeként ismert.

## Biográfia
Tanenbaum New Yorkban született, és New York külvárosában, White Plainsben nőtt fel. A BSc diplomáját fizikából, a Massachusetts Institute of Technology-n szerezte 1965-ben. Fizikából doktorált a Kaliforniai Egyetemen, Berkeleyben 1971-ben.
Hollandiába költözött, hogy holland feleségével élhessen, de megtartotta amerikai állampolgárságát.
Kurzusokat tart a számítógépek felépítéséről és az operációs rendszerekről, felügyelte a PhD-hallgatók munkáját a Vrije Universiteiton.
2014. július 9-én bejelentette a nyugdíjba vonulását.

## Oktatóként

### Könyvei
Tanenbaum számos számítástechnikai/informatikai könyvet írt, mint például: 
- Számítógép-hálózatok (társszerző David J. Wetherall) ISBN 978-0-13-212695-3
- Operációs rendszerek: Tervezés és implementáció (társszerző Albert Woodhull), ISBN 978-0-13-142938-3
- Modern Operációs rendszerek, ISBN 978-0-13-600663-3
- Elosztott operációs rendszerek, ISBN 978-0-13-219908-7
- A strukturált számítógép felépítése, ISBN 978-0-13-148521-1
- Elosztott rendszerek: Törvények és paradigmák, (társszerző Maarten van Steen), ISBN 978-0-13-239227-3

Operációs rendszerek: Tervezés és implementáció és a MINIX inspirálta Linus Torvalds-ot a Linux kernel megírására. 
Az önéletrajzi írásában Csak a játék kedvéért-ben Torvalds úgy írja le, mint a "könyv, amely új magasságokra röpített".
A könyvei számos nyelven jelentek meg, többek közt: arab, baszk, bolgár, kínai, holland, francia, német, görög, héber, magyar, olasz, japán, koreai, macedón, mexikói spanyol, perzsa, lengyel, portugál, román, orosz, szerb és spanyol. Több mint 175 kiadást értek meg, és a világ számos egyetemén használják őket.

### Doktoranduszok
Tanenbaum számos tanítványa vált széles körben elismert kutatóvá az informatika területén. Közülük páran:
- Henri Bal(wd), az amszterdami Vrije Universiteit professzora
- Frans Kaashoek, az MIT professzora
- Sape Mullender, a Bell Labs kutatója
- Robbert van Renesse, a Cornell Egyetem professzora
- Leendert van Doorn, mérnök a Microsoft Corporationnál
- Werner Vogels, műszaki vezérigazgató az Amazon.com-nál

### A Számítástechnika és Képalkotó Szakiskola dékánja
A 90-es évek elején a holland kormány számos tematikusan orientált kutatóiskolát hozott létre. Ezen iskoláknak az volt a célja, hogy professzorokat és PhD tanulókat hozzon össze a különböző holland (és később külföldi) egyetemekről, ezáltal elősegítve az együttműködésüket és a kutatásaikat. 
Tanenbaum volt az egyik alapítója és az első dékánja a Számítástechnika és Képalkotó Szakképző Iskolának (ASCI). Az iskola kezdetben közel 200 professzorból és hallgatóból állt, olyan egyetemekről, mint az amszterdami egyetem, a Vrije, a Leiden vagy a TU Delft. Elsősorban a fejlett számítógépes rendszerek problémáival foglalkoztak, mint például a párhuzamos számítástechnika és a képanalízis és -feldolgozás. 
Tanenbaum 12 évig, 2005-ig maradt dékán, amikor is a Holland Királyi Művészeti és Tudományos Akadémia az Akadémiai Professzor címet adta át neki, és ezzel teljes munkaidős kutatóprofesszor lett. Az ASCI azóta csaknem tucat egyetemi kutatóval bővült számos ország egyetemeiről, például: Hollandia, Belgium és Franciaország. Az ASCI PhD-szintű kurzusokat, éves konferenciát, és évente különféle workshop-okat tart.